# Brachycrotaphus tryxalicerus
Brachycrotaphus tryxalicerus är en insektsart som först beskrevs av Fischer 1853.  Brachycrotaphus tryxalicerus ingår i släktet Brachycrotaphus och familjen gräshoppor. Inga underarter finns listade i Catalogue of Life.

## Bildgalleri

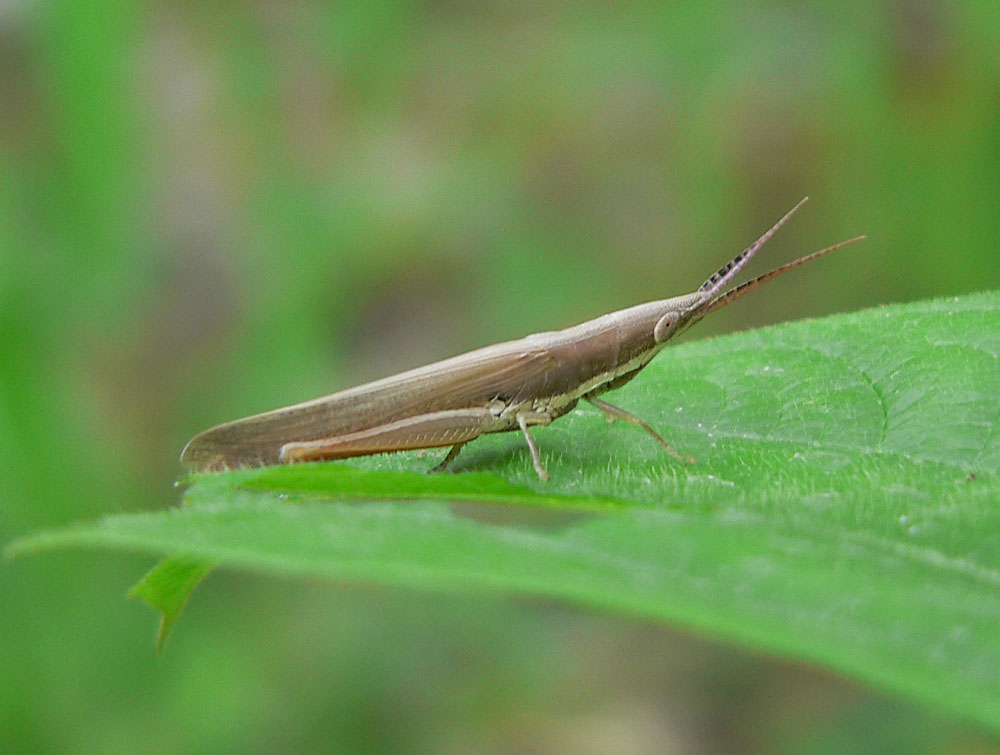